# Consistório Ordinário Público de 1961
Em 16 de janeiro de 1961, o Papa João XXIII criou quatro novos cardeais. Segundo alguns escritores, Diego Venini, esmoler de Sua Santidade, declinou da criação como cardeal em novembro de 1960.

## Cardeais Eleitores
| Nº       | País           | Nome                         | Idade    | Cargo                           | Título ou Diaconia                                                       |
| Cardeais | Cardeais       | Cardeais                     | Cardeais | Cardeais                        | Cardeais                                                                 |
| -------- | -------------- | ---------------------------- | -------- | ------------------------------- | ------------------------------------------------------------------------ |
| 1        | Estados Unidos | Joseph Elmer Ritter          | 68       | arcebispo de St. Louis          | Cardeal-presbítero de Santíssimo Redentor e Santo Afonso na Via Merulana |
| 2        | Venezuela      | José Humberto Quintero Parra | 58       | arcebispo de Caracas            | Cardeal-presbítero de Santos André e Gregório no Monte Celio             |
| 3        | Colômbia       | Luis Concha Córdoba          | 69       | arcebispo de Bogotá             | Cardeal-presbítero de Santa Maria Nova                                   |
| 4        | Itália         | Giuseppe Antonio Ferretto    | 61       | secretário da S.C. Consistorial | Cardeal-presbítero de Santa Cruz de Jerusalém                            |

## Link Externo
- «Catholic Hierarchy» (em inglês)